# 81Dojo
81Dojo（エイティーワン・ドウジョウ、Eighty-one Dojo）は、日本将棋連盟が後援する無料のインターネット将棋対戦サイト。サーバ本拠地は日本国内だが、日本語版サイトに加えて英語を公用語とした国際版があり、海外のプレイヤーと将棋を指すことが可能。海外普及のほか先進的な機能開発などの取り組みが特徴。中でも対局後に盤面を共有し、巻き戻して変化手順を指し継いだり盤上に図示が可能な感想戦機能が優れており、特に人気を集めている。また、将棋アプリでは稀なチャット機能も付いている。会員登録者数は2020年1月11日現在、90か国より約10万人で、日本人が最も多い。席主はトヨタ自動車のエンジニアで将棋海外普及活動家のHidetchi。

## 沿革
- 2009年11月 - アメリカ合衆国の将棋ポータルサイト(英語サイト)である81SquareUniverse.comにて有志により発案[2]。
- 2010年
  - 1月 - β版公開
  - 12月 - 専用ドメイン81dojo.comにて正式リリース。
- 2011年
  - 6月 - 「株式会社ねこまど」との共同開発により、3×4マスの将棋対戦アプリ「Try the Shogi 3x4」を発表。
  - 11月28日 - 5大理念を発表。
- 2012年
  - 7月 - 中将棋専用サーバーを導入。
  - 12月 - 日本語専用のアプリとホームページをリリース。
- 2013年
  - 12月12日 - 日本将棋連盟が後援を認定[3]。
- 2014年
  - 3月 - リコー杯女流王座戦の海外招待選手選抜大会において、はじめて将棋連盟の公式棋戦の会場として使用される。
- 2015年
  - 3月 - 将棋連盟公式の段級位認定および免状取得サービスを開始[4]。
  - 4月 - 中国語版の専用サイトをリリース。
  - 7月 - Android用/iOS用のモバイルアプリをリリース[5]。
- 2016年
  - 1月 - 新システムに移行。Webシステム導入により、大会運営機能・サークル機能・棋譜コメント機能・フォーラム機能などを追加。
- 2017年
  - 1月 - Flashのサポート終了に伴い、Webブラウザ用対局アプリをリニューアルしてHTML5版に移行。
- 2019年
  - 5月 - 令和元年に合わせ、Android用/iOS用アプリを大幅リニューアルし、HTML5版の全機能を移植。

## 理念
2011年11月28日に席主が発表。
- Speedy 「スピード」: ユーザの声に真摯に耳を傾け、迅速かつ柔軟な対応を心がけます。
- Humane 「人の尊重」: 将棋盤を挟んで向かい合うのは「人」。ユーザが互いを思い遣れる空間造りを目指します。
- Open 「オープン」: 閉鎖的な雰囲気を作らず、オープンで透明性のある開発を行います。
- Global 「グローバル」: 最高のコミュニケーションツールである「将棋」で世界中を繋ぎます。
- Innovative 「革新」: 従来の常識や慣習にとらわれず、新たな価値を創造するため挑戦し続けます。

なお、各理念の頭文字が、それぞれ、S・H・O・G・I→SHOGIとなる。

## 呼称・愛称
公式には「エイティーワン・ドウジョウ」（Eighty-one Dojo）だが、日本語名は「81道場」(はちじゅういちどうじょう)であるとしている。また、略称として「エイティーワン」「はちじゅういち」「はちいち」を公認している。他に「はちわん」などとも呼ばれている。

## 特長や機能など
- アプリは日本語、英語をはじめとした多言語に対応(2013年1月現在、全部で21ヶ国語)している。また、漢字の読めないユーザーに配慮するため、チェスの駒に似た絵や文字が描かれた「国際駒」のデザインも選択できるようになっている。このデザインは実物の駒として株式会社ねこまどで商品化され[7]、フランスなど海外で入門用として重宝されている。
- 対局終了後は、感想戦host権限保持者の見ている盤面が、両対局者ならびに観戦者にも共有される。終局後に、駒を動かして対局相手や観戦者と共に検討することが可能（変化手順を再現できる）。盤面に任意の矢印を描いて示すこともできる。2020年4月、新型コロナウイルス感染症に伴う緊急事態宣言下で営業自粛を余儀なくされた全国の将棋教室が81Dojoの感想戦機能に注目し、これを利用してオンライン教室を次々と開講したことでユーザ数が急増した。
- 戦型認識機能により、対局リストへ戦型が表示されるほか、過去の戦型採用率などの統計分析が可能。各プレイヤーが指した戦型の割合・戦型別勝率・レーティング推移などが、各プレイヤーの詳細欄に表示される。
- オンライン対局のイロレーティングで頻発するレーティングデフレを避けるため、レーティングが落ちにくい非対称レーティングを採用している。
- プレイヤーの棋力が段級位によって色分けされており、強さが視覚的に見やすくなっている。
- 二歩、打ち歩詰め、連続王手の千日手、王手放置や自殺手などの反則手は、実際に指すことが出来て、着手時点で自動的に反則負けとなる。通常の千日手は成立時点で自動的に引き分けとなる。持将棋でも「27点宣言法」のルールをいち早く採用。
- トライルールは採用されていない。
- 青空将棋・5五将棋・ゴロゴロ将棋・3x3将棋・ジャドケンス将棋・どうぶつしょうぎ・中将棋などの変則将棋や、駒落ちもトンボ・歩三兵・裸玉・飛銀落ちなど、幅広く選択可能。
- twitterやfacebook、ブログなどに棋譜をシェアする機能があり、規約[8] に反しない限り、この道場での対局を自由に投稿してよい。
- プロレベル～初心者/平手から駒落ちまで、様々な棋力・手合い設定のボット（GPS将棋など）が常駐している。
- 高橋和による女性向けの将棋教室「Shogiotome」で、オンラインレッスンを行う場所としても使用されている。
- これまでに公にログインして指導対局などを行ったとされる棋士は中将棋アプリを含め、羽生善治・中村太地・所司和晴・片上大輔・鈴木環那・北尾まどか・高橋和・渡辺弥生・神崎健二・牧野光則・森内俊之・佐藤紳哉・西尾明・野月浩貴・伊藤真吾・村山慈明・高見泰地・飯島栄治・戸辺誠など多数。
- 海外から初めて女流王座戦に招待され、その後に研修会を経て2017年に女流プロ入りを果たしたカロリーナ・フォルタンもサイト開設当初より利用している。
- 中将棋は専用アプリがある。国際版のみであり、国際版ページからのみ入場可能。
- 同時ログイン数は常時1000人程度であり、将棋倶楽部24や将棋ウォーズに比べて少な目である。
- 大会を自動運営できる機能があり、一般ユーザーによる私的な大会も多く行われている。
- 商品引き換えや、機能・性能が高いプレミアム会員となるマイル制度もある。
- 将棋倶楽部24や将棋ウォーズなどとは違い、開発者でなくとも以下の事を守ればソフトの思考結果を用いて対局ができる。ソフト指し専用アカウントを作成し名前を「COM_(任意の文字列)」という表記にすれば不正行為とみなされない[9]。
- 各国の代表が年間シリーズを通して団体戦を戦う「World Shogi League」[10] の会場として使われており、優勝チームに対するプロ棋士の指導対局[11] も行われている。

## メディア情報
- 2011年
  - 8月1日 - 朝日新聞夕刊の連載記事「将棋熱ニューウェーブ」で取り上げられた。
  - 11月12日 - NHK総合テレビジョン「土ようマルシェ ～ 草野仁／将棋カフェ」で「Try the Shogi 3x4」が取り上げられた。
  - 11月23日 - 週刊将棋の国際将棋フォーラム2012の記事で、外国人が日々将棋を指している場所として紹介された[12]。
- 2012年
  - 3月 - 共同通信の記事の中で触れられ、山形新聞、下野新聞、ジャパンタイムズ、毎日デイリーニュースなど各紙に掲載された。
  - 4月5日 - 朝日新聞の第70期将棋名人戦の見開き特集「名人400年 頂上決戦／世界へ広がる魅力」の中で取り上げられた。
  - 9月4日 - 朝日新聞グローブの特集記事「盤上の戦い」で取り上げられた[13]。
  - 9月16日 - BS朝日「いま世界は」の特集で紹介された。
- 2013年
  - 2月25日 - 日本経済新聞朝刊の文化面で「将棋の魅力 英語で世界へ」と題して席主の川崎氏が寄稿。道場設立への思いを語った。
  - 3月20日 - 週刊将棋の「ザ・舞台裏」で全面で取り上げられ、開発秘話や機能について紹介された。
- 2014年
  - 10月8日 - NHKのテレビ番組「NEWS WEB」で、水曜ネットナビゲーターであった棋士の中村太地が席主の川崎氏を紹介し、81DojoやYouTubeの英語将棋サイトが取り上げられた。
- 2019年
  - 11月9日から翌年2月8日かけて、中日新聞の文化面の連載「将棋を世界に ～インターネット編～」において、全7回に渡って席主の川崎氏と81Dojoについての記事が掲載された[1]。